# Endless Praise: Live
Endless Praise: Live es un álbum en vivo de Planetshakers. Planetshakers Ministries International y el sello Integrity lanzaron el álbum el 11 de marzo de 2014.

## Recepción de la crítica
Matt Conner, que le otorgó al álbum cuatro estrellas en CCM Magazine, afirma que "es una manera significativa de poner fin a otro lanzamiento sólido".  Andrea Hunter, que le dio al álbum cuatro estrellas y media para Worship Leader, escribe "lleno de energía desenfrenada, la emoción sísmica, el pop, el rock y los ritmos potentes que se filtran, el baile electrónico y los coros de himnos enormes, todos entretejidos hábilmente con baladas perfectamente colocadas, no ha perdido su brillo". Calificando el álbum con cuatro estrellas por New Release Today, Sarah Fine describe: "Inteligente, brillante y caprichosa, sin dejar de ser poderosamente auténtico, Endless Praise es un proyecto que no debe pasarse por alto".  Tim Holden, indicando en una reseña de ocho de cada diez de Cross Rhythms, dice, "esto sigue siendo un buen álbum de adoración optimista que soportará más de un par de reproducciones repetidas". En una reseña de cuatro estrellas y media para Louder Than the Music, Jono Davies afirma:" Planetshakers ha creado otro álbum brillante mezclando juntos canciones de baile épicas con algunas maravillosas momentos de adoración íntimos. Un editor de personal de Amazon.com le dio al álbum una crítica relativamente positiva, escribiendo: Originario de la iglesia de más rápido crecimiento en Australia, Planetshakers se está haciendo un nombre en el mundo de la alabanza y la adoración. Endless Praise, el tan esperado seguimiento del proyecto del grupo, Limitless.

## Premios y reconocimientos
Este álbum fue el número 19 en la lista de los 20 álbumes principales del 2014 de la revista Worship Leader's (Magazine).
La canción "Made for Worship", fue la número 12 en las 20 mejores canciones de adoración de 2014, hasta ahora de la revista Worship Leader's (Magazine).
La canción "Made for Worship", fue el número 11 en la lista de las 20 mejores canciones de adoración del 2014 de la revista Worship Leader's (Magazine).
El video de la canción "Endless Praise" fue nominado por los premios GMA Dove Awards en la categoría "Video Musical En Formato Largo" del año 2014 en la 45a entrega anual de los premios GMA Dove.

## Lista de canciones
Descripción del álbum.
| No.             | Título                                | Escritor(es)                              | Duración |
| --------------- | ------------------------------------- | ----------------------------------------- | -------- |
| 1.              | "Endless Praise"                      | Joth Hunt / Andy Harrison                 | 4:06     |
| 2.              | "Turn It Up"                          | Andy Harrison                             | 3:44     |
| 3.              | "Dance"                               | Joth Hunt                                 | 3:52     |
| 4.              | "No Other Name"                       | Joth Hunt                                 | 5:47     |
| 5.              | "Made for Worship"                    | Andy Harrison / B.J. Pridham              | 6:13     |
| 6.              | "Kiss Towards"                        | Natalie Ruiz / Andy Harrison / BJ Pridham | 5:43     |
| 7.              | "Unto God"                            | Joth Hunt                                 | 8:34     |
| 8.              | "Praise You Lord"                     | B.J. Pridham / Joth Hunt                  | 4:38     |
| 9.              | "Oh Your Love"                        | Andy Harrison                             | 4:12     |
| 10.             | "Our God Reigns"                      | Sam Evans / Joth Hunt                     | 5:50     |
| 11.             | "Set Me Ablaze"                       | Andy Harrison                             | 10:57    |
| 12.             | "Abide with Me"                       | Sam Evans / Joth Hunt                     | 5:35     |
| 13.             | "We Are Free"                         | Joth Hunt                                 | 5:03     |
| 14.             | "Leave Me Astounded" (Studio Version) | B.J. Pridham                              | 5:36     |
| Total duración: | Total duración:                       | Total duración:                           | 79:50    |

## Posición en listas
| Lista (2014)                       | Máxima posición |
| ---------------------------------- | --------------- |
| Heatseekers Albums (Billboard)     | 3               |
| Christian Albums (Billboard)       | 16              |
| Christian Albums Sales (Billboard) | 16              |
| ARIA Top 50 Albums Chart           | 30              |
| Top Current Albums (Billboard)     | 161             |